# 上田朝直
上田朝直（明應4年（1494年）－天正10年（1582年））是戰國時代武將。扇谷上杉氏、後北條氏家臣。武藏國松山城主。上田長則、上田憲定之父。通稱又次郎、左近大夫、能登守。出家號安獨齋。一說他生於永正13年（1516年）。出自武藏七黨的西黨，上田氏的庶流。
朝直一開始出仕扇谷上杉氏。在伯父難波田憲重戰死後，松山城被奪，但憲重的女婿太田資正將松山城奪回。之後，資正繼承太田氏宗家並乘隙攻取岩付城，朝直以親緣關係出任松山城主（資正之妻為朝直的堂兄弟）。但後來朝直自資正處離反臣從後北條氏。朝直因內政手腕優秀，故獲得北條氏康信任允許他繼續經營領國。天文19年（1550年）左右，自號安獨齋。永祿2年（1559年）上杉謙信出兵關東，朝直呼應上杉謙信而離反。永祿4年（1561年）上杉謙信自關東撤兵後，被允許回歸北條氏，但被問責移居秩父郡。永祿12年（1569年）與武田家的三增峠之戰出戰立功，回任松山城主，並繼承上田家宗家。
晚年他將家督讓給長子上田長則後隱居。